# Doryodes elongata
Doryodes elongata là một loài bướm đêm trong họ Erebidae.